# Bruno Buchberger

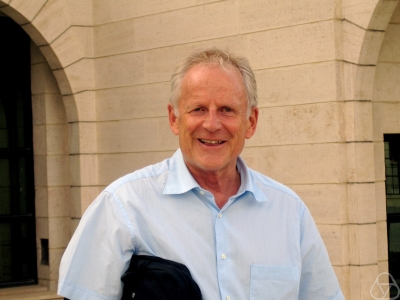
Bruno Buchberger

Bruno Buchberger (Innsbruck, 22 oktober 1942) is hoogleraar computerwiskunde aan de Johannes Kepler Universiteit in Linz in Oostenrijk. In 1965 creëerde hij in zijn doctoraatsthese de theorie van de Gröbner-basis. In de rest van zijn carrière heeft hij deze verder uitgewerkt. Hij noemde deze wiskundige objecten naar zijn doctoraatsadviseur Wolfgang Gröbner. Sinds 1995 is hij actief binnen het "Theorema"-project aan de Universiteit van Linz. 
In 1987 richtte Buchberger het Research Institute for Symbolic Computation (RISC) aan de Johannes Kepler Universiteit op. In 1985 begon hij met de Journal of Symbolic Computation, welk blad inmiddels de belangrijkste publicatie is om op het deelgebied van de computeralgebra.  In 1993 ontving Buchberger een eredoctoraat van de Katholieke Universiteit Nijmegen.
In 2007 kende de "Association for Computing Machinery" Buchberger de "Paris Kanellakis Theory and Practice Award" toe voor zijn werk. 